# Richard Axel
Richard Axel, M.D.,(2 de julio de 1946) es un médico e investigador estadounidense del sistema olfativo por el que obtuvo el Premio Nobel en Fisiología o Medicina en 2004 junto con Linda B. Buck.
En su principal trabajo, publicado en 1991, Buck and Axel clonaron receptores olfatorios, demostrando que provienen de la familia de los receptores acoplados a proteínas G. Analizando ADN de rata, estimaron que debe haber al menos mil diferentes genes para los receptores olfatorios en el genoma de los mamíferos.
Nacido en Nueva York, Axel ricibió su A.B. en 1967 de Columbia y su grado de doctor en 1970 en la Universidad Johns Hopkins